# تشادتسا
تشادتسا (بالسلوفاكية: Čadca)‏ مدينة في شمال سلوفاكيا وتتبع إقليم جيلينا.

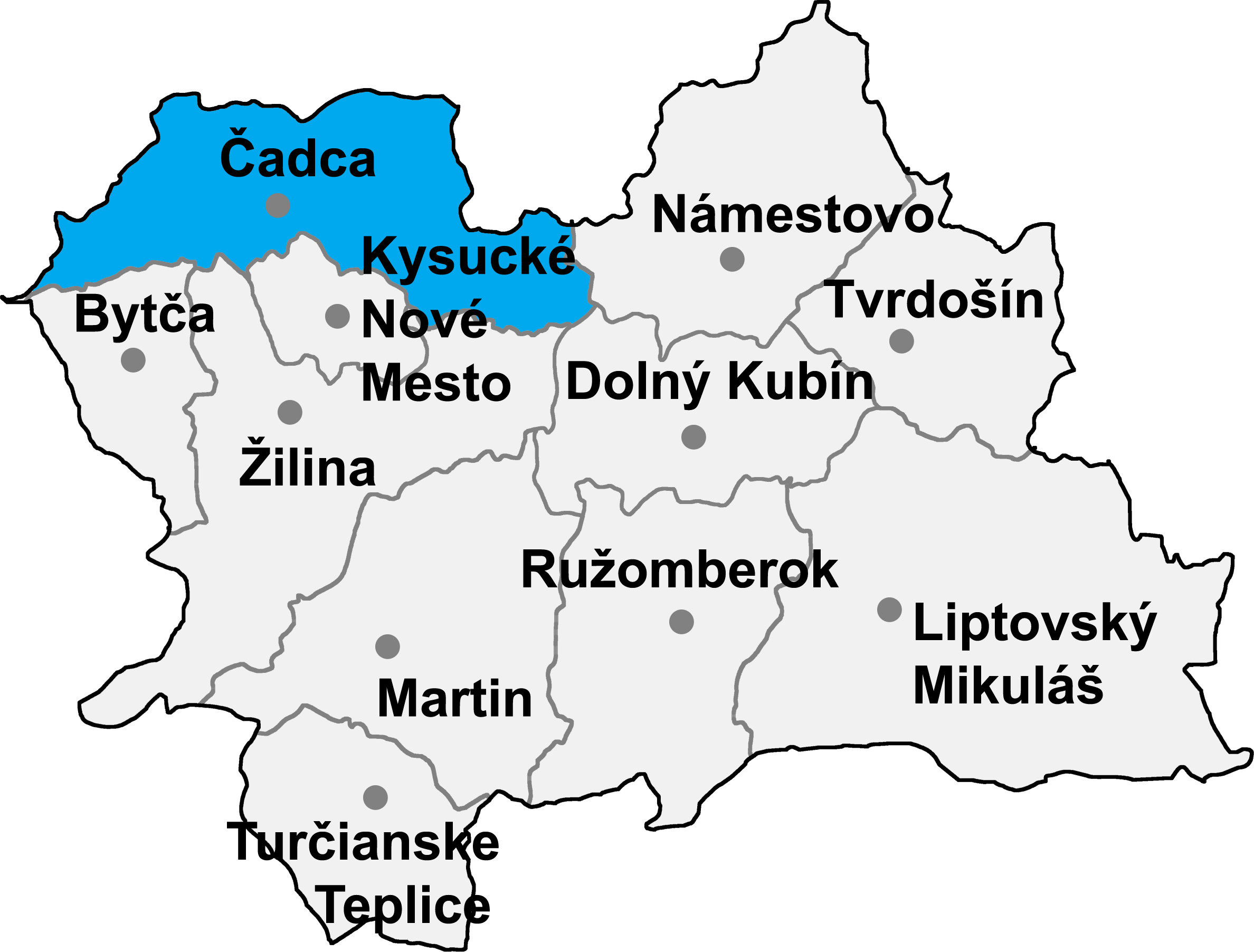
موقع تشادتسا في إقليم جيلينا

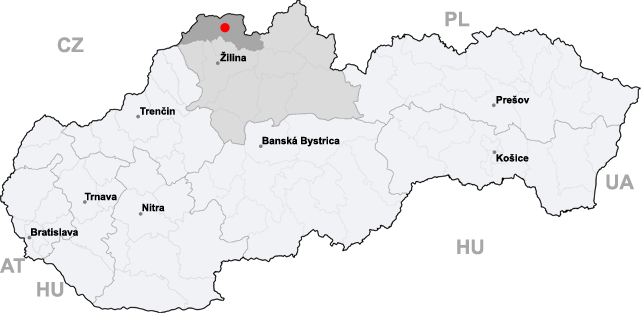
موقع تشادتسا في سلوفاكيا

## توأمة
لتشادتسا اتفاقيات توأمة مع كل من:
- Żywiec [الإنجليزية]‏
- تورون (1996 - )[4]

## أعلام
- لوبومير ميخاليك